# Scandix millefolia
Scandix millefolia är en flockblommig växtart som beskrevs av Carl Ludwig von Willdenow och Spreng.. Scandix millefolia ingår i släktet nålkörvlar, och familjen flockblommiga växter. Inga underarter finns listade i Catalogue of Life.